# تانزانیا
تانزانیا (به انگلیسی: Tanzania، /ˌtæn.zəˈni:. ə/) به صورت رسمی جمهوری متحد تانزانیا (به انگلیسی: United Republic of Tanzania) (سواحلی: Jamhuri ya Muungano wa Tanzania)، کشوری است در خاور آفریقا که از شمال خاوری و خاور با کنیا و از شمال و شمال باختری با اوگاندا، از شمال باختری با رواندا و بوروندی و از باختر با جمهوری دمکراتیک کنگو و زامبیا و از جنوب با مالاوی و از جنوب و جنوب باختری با موزامبیک همسایه است و از سوی خاور به اقیانوس هند محدود می‌شود.
جمعیت این کشور حدود ۶۰٬۰۰۰٬۰۰۰ نفر است.
در سال ۱۹۹۶ پایتخت رسمی تانزانیا از شهر ساحلی و بزرگ دارالسلام به شهر دودوما منتقل شد. با این حال دارالسلام هنوز پایتخت تجاری و مقر بسیاری از نهادهای حکومتی کشور است و بندری مهم برای تانزانیا و همسایگان محصور در خشکی اوست. از شهرهای مهم دیگر آن می‌توان به آروشا، امبیا، موانزا، موروگور و زنگبار اشاره کرد.
نام تانزانیا واژه‌ای مرکب از تانگانیکا و زنگبار است. این دو کشور در سال ۱۹۶۴ یا یکدیگر متحد شده و جمهوری تانزانیا را تشکیل دادند.
سال‌های متمادی اجرای ناموفق سیاست‌های «سوسیالیسم آفریقایی»، مانند احداث اجباری مزارع اشتراکی، این کشور را یکی از فقیرترین، توسعه‌نیافته‌ترین و وابسته‌ترین کشورهای جهان ساخته است. فرایند اصلاحات تدریجی در کشور از میانه دههٔ ۱۹۸۰ آغاز شده است.
تانزانیا زبان رسمی ندارد؛ اما زبان سواحلی زبان ملی دوفاکتو و عاملی برای وحدت ملی در کشور است. اگرچه در آموزش عالی و متوسطه و دادگاه‌های عالی از انگلیسی استفاده می‌شود.

## تاریخ
بازرگانان عرب و ایرانی نخستین بار در سال ۷۰۰ میلادی در این منطقه شروع به تشکیل مستعمره کردند. پرتغالی‌ها در ۱۵۰۰ میلادی به مناطق ساحلی این ناحیه رسیدند و تا قرن ۱۷ کنترل منطقهٔ تانزانیای کنونی را در دست داشتند. پس از آن سلطان عمان بر این منطقه مسلط شد. مناطقی که اکنون روآندا و بوروندی نامیده می‌شوند به انضمام تانگانیکا (تانزانیای فعلی) در سال ۱۸۸۵ به مستعمرات شرق آفریقای آلمان بدل شدند. بعد از جنگ جهانی اول قیمومیت منطقه از طرف جامعه ملل به بریتانیا واگذار شد. اگرچه اطلاع مشخصی از تاریخ زنگبار در دست نیست ولی نکته مسلم آنکه زنگبار با کشورهای عربی جنوب غرب آسیا در ارتباط بوده است، در سال ۱۵۰۳ زنگبار به خراج‌گذار پرتغال و به یکی از مناطق عمدهٔ بازرگانی منطقه تبدیل شد ولی در سال ۱۶۹۸ تحت تسلط عمان و اعراب قرار گرفت. زنگبار در سال ۱۸۶۱ از عمان اعلام استقلال کرد و در سال ۱۸۹۰ تحت‌الحمایگی بریتانیا را پذیرفت. تانگانیکا در ۹ دسامبر ۱۹۶۱ از بریتانیا اعلام استقلال کرد، زنگبار نیز در ۱۰ دسامبر ۱۹۶۱ از بریتانیا مستقل شد. دو ملت در ۲۶ آوریل ۱۹۶۴ با یکدیگر ادغام شده و «جمهوری متحد تانگانیکا و زنگبار» را تشکیل دادند، شش ماه بعد نام این جمهوری به تانزانیا تغییر یافت.

### شیرازی‌ها
در دوره بعد از اسلام مهاجران زیادی از شیراز، شوشتر و سیراف به زنگبار کوچ کرده و در آن‌جا ساکن شدند. رهبر شیرازی‌های کوچنده، حاکم ایالت شیراز علی بن سلطان حسن نام داشت. او در سال ۹۵۶، در زمان حکومت آل بویه، با هفت پسرش علی، محمد، باشت، سلیمان، حسین و داوود و حدود ۷۰۰ نفر از یارانش با چندین کشتی راهی آفریقا و در زنگبار ساکن شدند. این گروه که بعدها به شیرازی شهرت پیدا کردند و بعدها در قرن ۱۹ به همراه اعراب و بلوچ‌های عمانی تأثیر زیادی در شکل‌گیری مدنیت و بازرگانی در زنگبار داشتند. شیرازی‌ها این سرزمین جدید را زنگی‌بار (کرانهٔ سیاه‌پوستان) نامیدند که بعدها به زنگبار تغییر یافت.

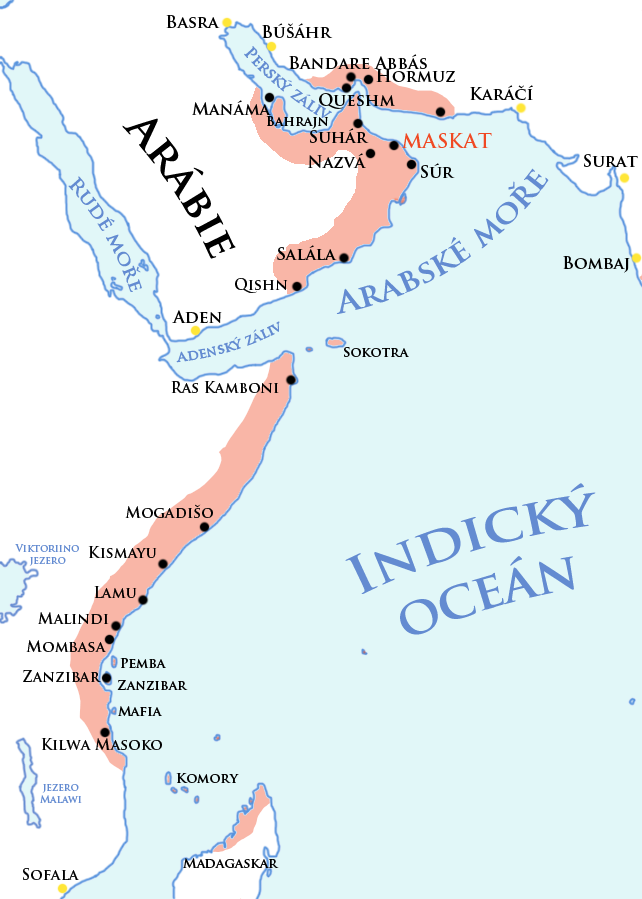
امپراتوری عمان و تسلط بر زنگبار

بعد از شیرازی‌ها که نام ماندگاری در جزایر شرق آفریقا دارند، اهالی روستای بلوچی کائوله تانزانیا هم می‌گویند از ایرانی‌ها و نوادگان سربازان بلوچی هستند که عمانی‌ها در قرن ۱۸ آن‌ها را در این منطقه مستقر کردند. آن‌ها در کارنامه‌شان ساخت نخستین مدرسه تانزانیا و همچنین ساخت بیمارستان را ثبت کردند. هرچند نسل شیرازی‌تبار زیادی درآفریقا وجود ندارد اما در میان باورهای فرهنگی ساکنان شرق آفریقا عنوان «شیرازی» بسیار باارزش است و نشانگر اصالت خانوادگی افراد به‌شمار می‌رود. در برخی از مناطق زنگبار نیز افراد سالخورده، خاطرات ارزشمندی از شیرازی‌ها تعریف می‌کنند. از همین رو بسیاری از شخصیت‌های سیاسی و مذهبی خود را «شیرازی‌تبار» معرفی می‌کنند. حزبی سیاسی موسوم به «شیرازی‌ها» و نیز تیم فوتبالی به همین نام در جزیره زنگبار وجود دارد اما نام بلوچ‌ها در جزایر شرق آفریقا کمتر شنیده شده است. محوطه شهر تاریخی کائوله یکی از مهم‌ترین محوطه‌های تاریخی تانزانیاست که در سال ۱۹۶۴ میلادی در فهرست آثار تاریخی تانزانیا به ثبت رسیده و مورد حفاظت (هر چند ابتدایی) قرار گرفته است.

## سیاست
حکومت تانزانیا جمهوری چند حزبی فدرال با یک مجلس قانون‌گذاری است.

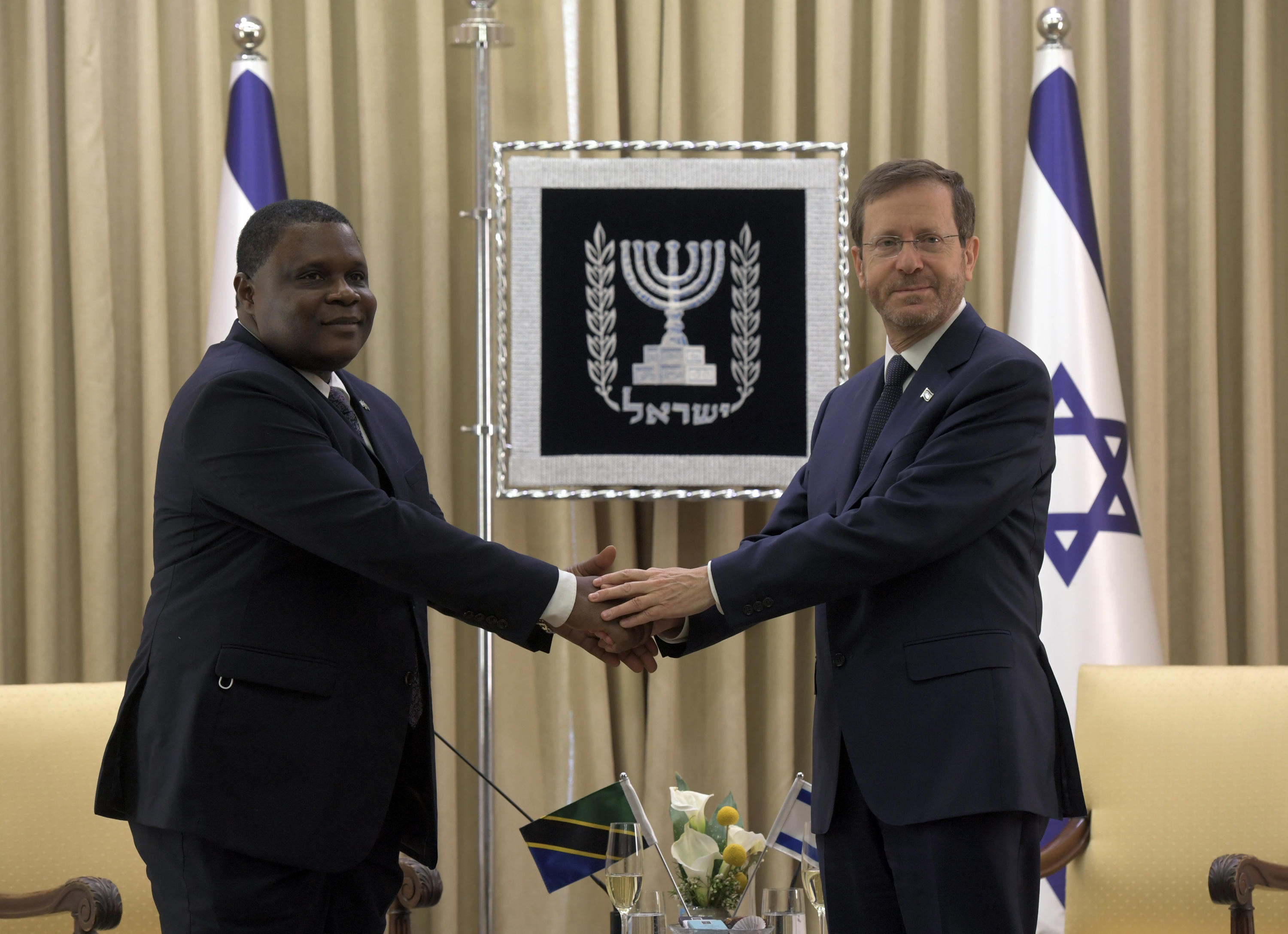
سفیر تانزانیا و هرتزوگ رئیس‌جمهور اسرائیل، آوریل ۲۰۲۲

در نوامبر ۱۹۷۸ ارتش اوگاندا به فرماندهی عیدی امین دیکتاتور بدنام اوگاندا به تانزانیا یورش برد، تانزانیا نیز در ژانویهٔ ۱۹۷۹ به حملهٔ متقابل دست زد، پنج هزار تن از نیروهای تانزانیا به سه هزار تن از اوگاندایی‌های مخالف در تبعید پیوستند. در مدت یک ماه، جنگی تمام عیار گسترش یافت و عیدی امین از اوگاندا متواری شد و به جده گریخت. رئیس‌جمهور تانزانیا، جولیوس نیرره نیروهایش را در اوگاندا نگه داشت و از رئیس‌جمهور سابق اوگاندا، میلتون اوبوته اعلام حمایت کرد که این روند تا دسامبر ۱۹۸۰ و برگزاری انتخابات در اوگاندا ادامه یافت. در نوامبر ۱۹۸۵ نیرره از قدرت کناره گرفت و معاونش، علی حسن موینی در یک انتخابات تک حزبی و غیر دموکراتیک جانشین او شد. سرانجام در اکتبر ۱۹۹۵ اولین انتخابات چند حزبی و دموکراتیک در تانزانیا برگزار شد و بنجامین ویلیام امکاپا با اکثریت آرا رئیس‌جمهور تانزانیا شد. در هفت اوت ۱۹۹۸ انفجار تروریستی در کنار سفارت آمریکا در دارالسلام به وقوع پیوست که بیش از ۱۰ کشته بر جای گذاشت، حادثه مشابهی نیز چند روز بعد در کنار سفارت آمریکا در نایروبی کنیا اتفاق افتاد. پرزیدنت امکاپا، اقتصاد تانزانیا را سر و سامان داد و با آلودگی محیط زیست و قطع درختان جنگلی به مقابله برخاست و سیاست‌های تازه‌ای را نیز برای مقابله با بیماری مهلک ایدز در دستور کار قرار داد. در زمینهٔ سیاست خارجی نیز تانزانیا نقش دیپلماتیک پر رنگ تری در شرق آفریقا ایفا کرد و میزبان مذاکرات صلح کشورهایی چون روآندا و بوروندی شد. در اکتبر ۲۰۰۰، امکاپا مجدداً در دور دوم انتخابات ریاست جمهوری پیروز شد. در سال ۲۰۰۲ رهبر مخالفان دولت از رئیس‌جمهوری به خاطر خریدن یک جت شخصی به ارزش ۲۱ میلیون دلار به شدت انتقاد کرد. در ۲۱ دسامبر ۲۰۰۵ در انتخابات ریاست جمهوری در تانزانیا، وزیر خارجهٔ کابینهٔ امکاپا، «جاکایا کی‌کوته» از حزب (CCM) با کسب ۸۰ ٪ آرا، اصلی‌ترین رقیبش، ابراهیم لیپومبا از حزب (CUF) را که تنها ۱۱ ٪ آرا را به دست آورد به برتری رسید و به عنوان رئیس‌جمهور تانزانیا معرفی شد.
رئیس‌جمهور تانزانیا از سال ۲۰۱۵ تا ۲۰۲۱ جان مگوفولی بود. مگوفولی در مارس ۲۰۲۱ بر اثر حمله قلبی درگذشت و پس از آن سامیا سولوهو به عنوان رئیس‌جمهور منتصب شد.

## تقسیمات کشوری
تانزانیا دارای ۳۰ استان است. هر کدام از این استان‌ها نیز دارای چندین شهرستان‌های تابعه هستند. اسامی این استان‌ها به شرح زیر فهرست شده است:
| خاک اصلی: - استان آروشا - استان امبیا - استان امتوارا - استان انجومبه - استان ایرینگا - استان پوانی - استان تابورا - استان تانگا - استان دودوما - استان روکاوا - استان روووما - استان سونگوه |  | - استان سیمیو - استان سینگیدا - استان شینیانگا - استان کاتاوی - استان کاگرا - استان کلیمانجارو - استان کیگوما - استان گیتا - استان لیندی - استان مارا - استان مانیارا - استان موانزا - استان موروگورو - دارالسلام |  | زنگبار: - استان زنگبار شهری غربی - استان پمبای شمالی - استان پمبای جنوبی - استان اونگوجای شمالی - استان اونگوجای جنوبی |  |

## جغرافیا
تانزانیا در آفریقای شرقی واقع شده و با کشورهای کنیا (۷۷۵ کیلومتر)، روآندا (۲۲۲ کیلومتر)، بوروندی (۵۸۹ کیلومتر)، زامبیا (۳۵۳ کیلومتر)، مالاوی (۵۱۲ کیلومتر) و موزامبیک (۸۴۰ کیلومتر) مرز مشترک دارد. همچنین در غرب تانزانیا در دریاچهٔ تانگانیکا با جمهوری دموکراتیک کنگو (۴۷۹ کیلومتر) و در شمال در دریاچهٔ ویکتوریا با اوگاندا (۳۹۱ کیلومتر) مرز آبی دارد.
تانزانیا با ۹۴۷٬۳۰۳ کیلومتر مربع مساحت سیزدهمین کشور بزرگ در آفریقا و سی‌ویکمین کشور بزرگتر در جهان است. مساحت آن از مصر بزرگ‌تر و از نیجریه کوچک‌تر است.
بیشتر خاک تانزانیا از یک فلات با پوشش گیاهی بوته‌زار و علفزار تشکیل شده که در شمال به ناحیه آتشفشانی کلیمانجارو، در غرب به دریاچه تانگانیکا، و در جنوب به زمین‌های مرتفع محدود می‌شود. علی‌رغم مجاورت با خط استوا، ارتفاع زیاد این سرزمین، باعث شده که دمای هوا بین ۲۹–۱۸ درجه سانتی‌گراد ثابت بماند. البته در جلگه‌های ساحلی، آب و هوا گرمسیری است و میزان بارش آن به ۱۰۶–۵۷ سانتی‌متر در سال بالغ می‌شود.
خط ساحلی تانزانیا در کرانه اقیانوس هند در حدود ۱۴۲۴ کیلومتر (۸۸۵ مایل) طول دارد. این کشور همچنین جزایر متعددی را در روبه‌روی سواحل خود شامل می‌شود، از آن جمله است اونگوجا، پمبا، و مافیا.
بلندترین و پست‌ترین نقطه‌های قاره آفریقا هر دو در تانزانیا قرار دارند. این دو نقطه به ترتیب عبارتند از قلهٔ کلیمانجارو به ارتفاع ۵۸۹۵ متر بالاتر از سطح دریا و کف دریاچه تانگانیکا به ارتفاع ۳۵۲ متر پایین‌تر از سطح دریا.
تانزانیا در شمال شرق کوهستانی است و جنگل‌های متراکم دارد و کوه کلیمانجارو نیز در همین ناحیه واقع شده است. بخشی از سطح سه دریاچه از دریاچه‌های بزرگ آفریقا در تانزانیا قرار دارد. در شمال و غرب کشور، دریاچه ویکتوریا، بزرگ‌ترین دریاچه آفریقا و دریاچه تانگانیکا، عمیق‌ترین دریاچه قاره واقع شده‌اند. دریاچه تانگانیکا به خاطر گونه‌های منحصر به فرد ماهی در آن معروف است. در جنوب غرب کشور نیز دریاچه نیاسا قرار دارد.
بخش مرکزی تانزانیا فلاتی است پهناور، با دشت‌ها و زمین‌های قابل کشت. ساحل شرقی این کشور گرم و مرطوب است و مجمع‌الجزایر زنگبار روبروی این ساحل قرار دارد.
آبشارهای کالامبو در استان رکوا، در جنوب غرب کشور، دومین آبشار بلند در آفریقا را در خود جای داده‌اند. این آبشارها در نزدیکی ساحل جنوب شرقی دریاچه تانگانیکا در مرز با زامبیا واقع شده‌اند. منطقه حفاظت‌شده خلیج منای بزرگ‌ترین منطقه حفاظت‌شده دریایی زنگبار است.

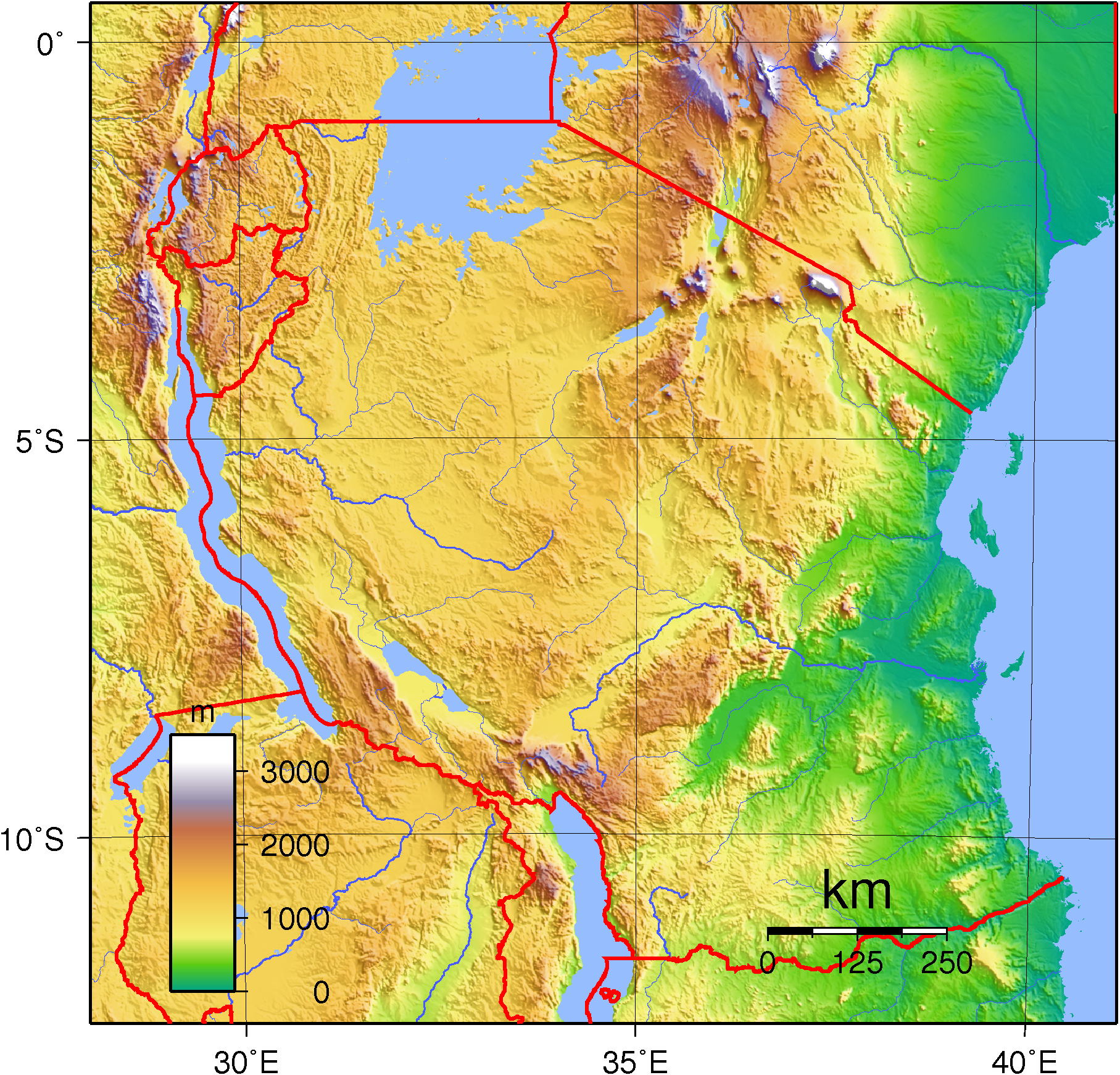
نقشه ناهمواری‌های تانزانیا
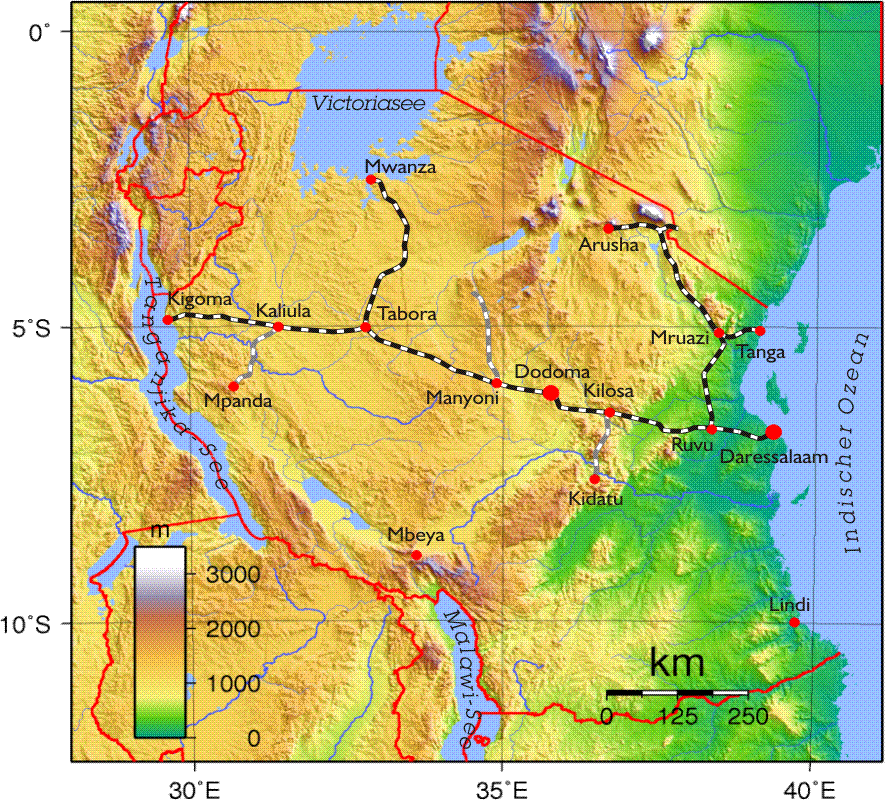
خطوط راه‌آهن تانزانیا
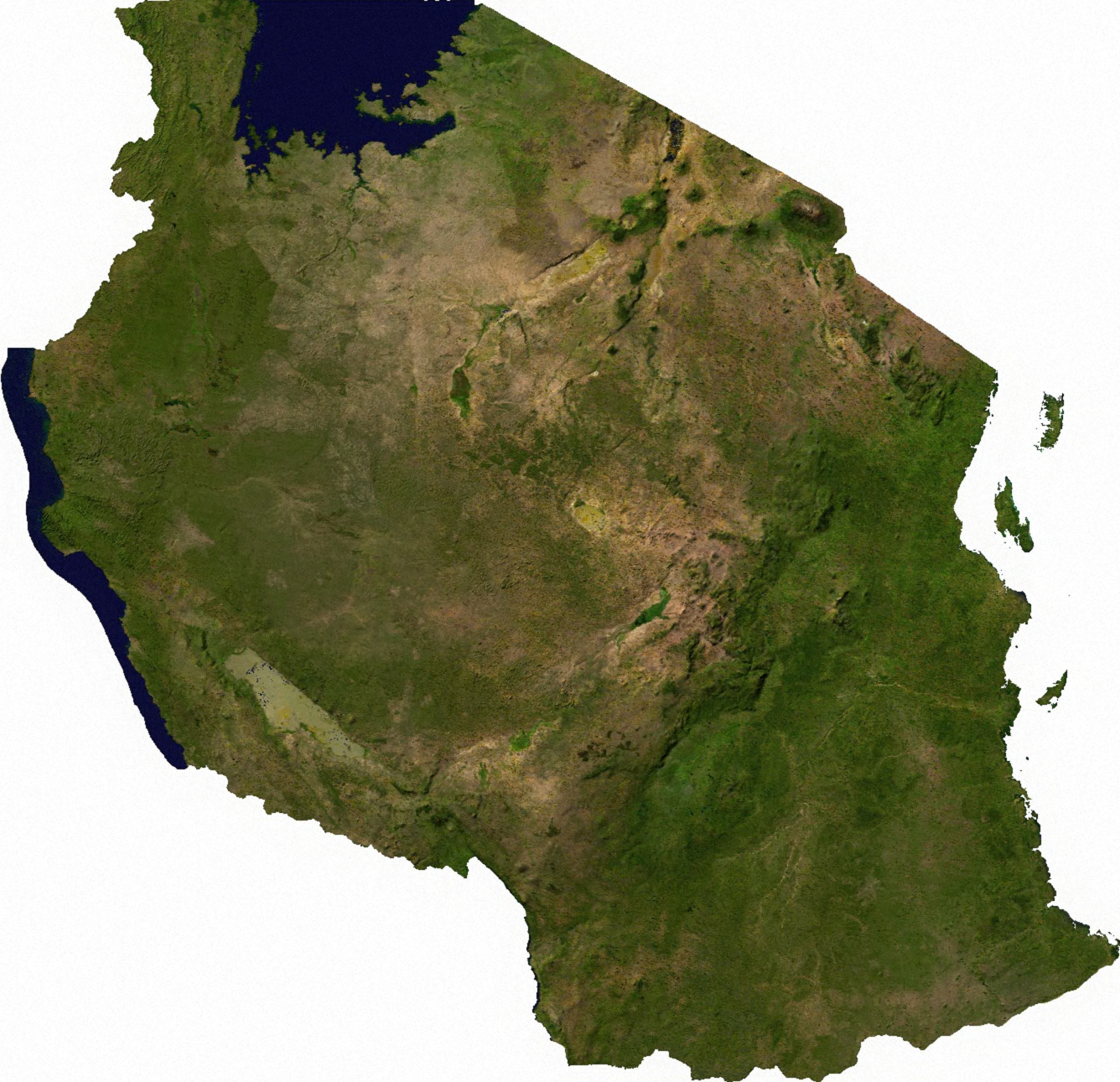
دید ماهواره‌ای از تانزانیا
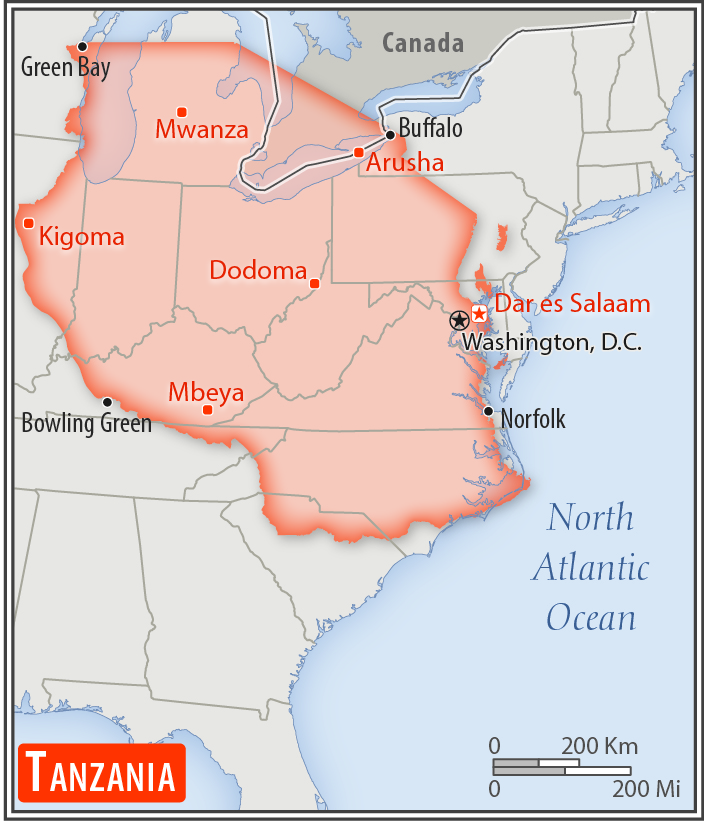
مقایسه مساحت تانزانیا با مساحت ایالات متحده آمریکا
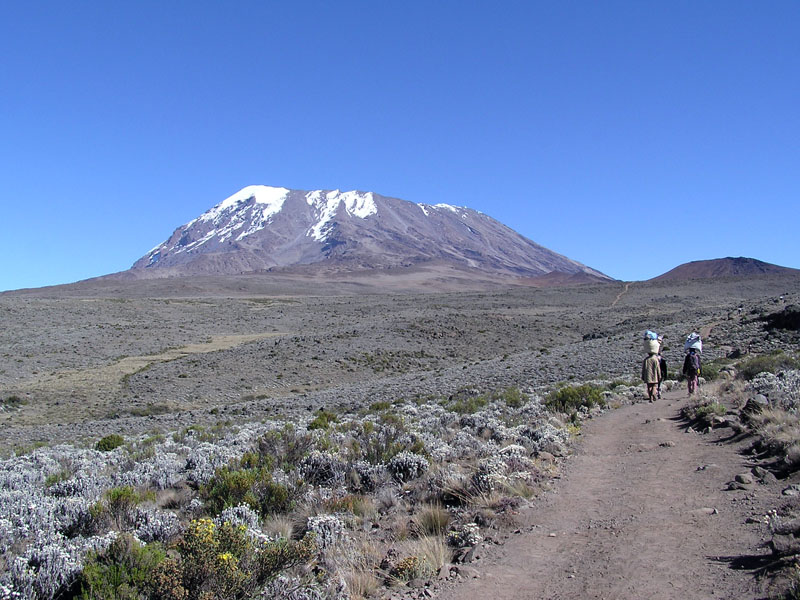
قلهٔ کلیمانجارو
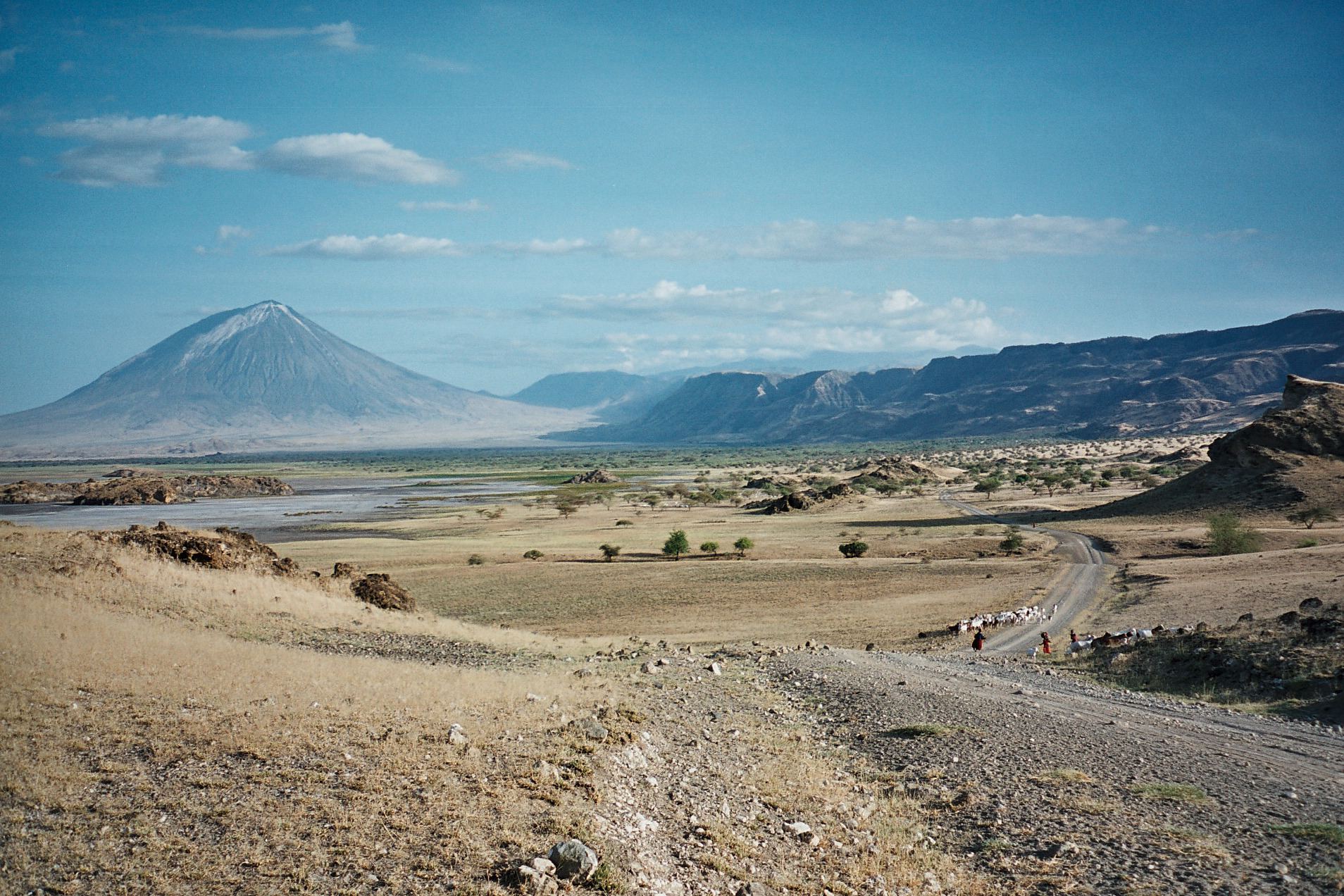
نمایی از شمال تانزانیا

## اقتصاد

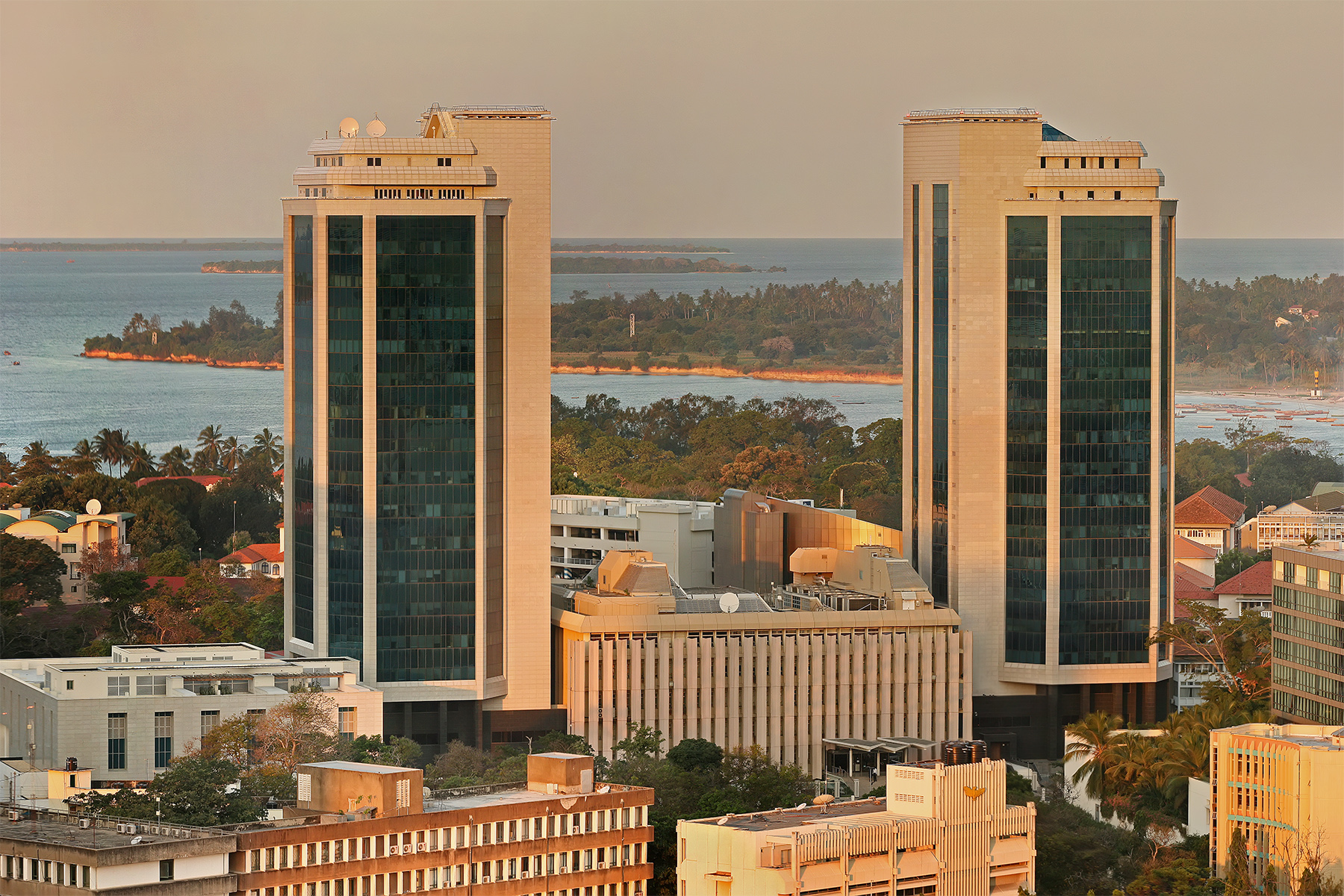
بانک تانزانیا، دارالسلام

اقتصاد تانزانیا بر پایه کشاورزی، که بیش از نیمی از تولید ناخالص داخلی، حدود ۸۵٪ صادرات و ۸۰٪ نیروی کار را تشکیل می‌دهد، استوار است. با این حال شرایط آب‌وهوایی و ناهمواری موجب شده تا فقط ۴٪ از خاک کشور به کشاورزی اختصاص یابد. محصولات مهم کشاورزی در تانزانیا قهوه، پنبه، چای، توتون و بادام هندی است. قهوه و پنبه و نوعی کنف به نام سیسال در تانگانیکا و نارگیل و گرد میخک در جزایر زنگبار و پمبا کشت می‌شود.
تانزانیا از بزرگ‌ترین تولیدکنندگان ماهی در شرق آفریقاست. ماهی از سواحل دریا و آب‌های داخلی، به ویژه دریاچه‌های ویکتوریا و تانگانیکا و نیاسا، صید می‌شود.

سوئیس‌پورت تانزانیا شرکت ترابری تانزانیایی

تانزانیا منابع معدنی فراوانی چون طلا، الماس، فسفات، زغال سنگ، آهن، اورانیوم، نیکل، کروم، پلاتین و قلع دارد. استخراج و صادرات گاز طبیعی هم در دههٔ اخیر آغاز شده است. تانزانیا همچنین سومین تولیدکننده طلا در آفریقا پس از آفریقای جنوبی و غناست. توسعه نیافتگی کشور باعث کندی میزان بهره‌برداری از معادن شده است.
بخش صنعت عمدتاً محدود به فرآوری محصولات کشاورزی و تولید کالاهای مصرفی است. صنعت گردشگری بخش مهمی در اقتصاد تانزانیاست. دو پارک طبیعی سرنگتی و نگورونگورو شهرت جهانی دارند.
خشکسالی در سال‌های آغازین سدهٔ بیست‌ویکم تولید الکتریسیته در کشور را بسیار کاهش داد، چراکه حدود ۶۰٪ برق تانزانیا توسط نیروگاه‌های برق‌آبی تأمین می‌شود.
واحد پول این کشور شلینگ تانزانیا است.

## مردم

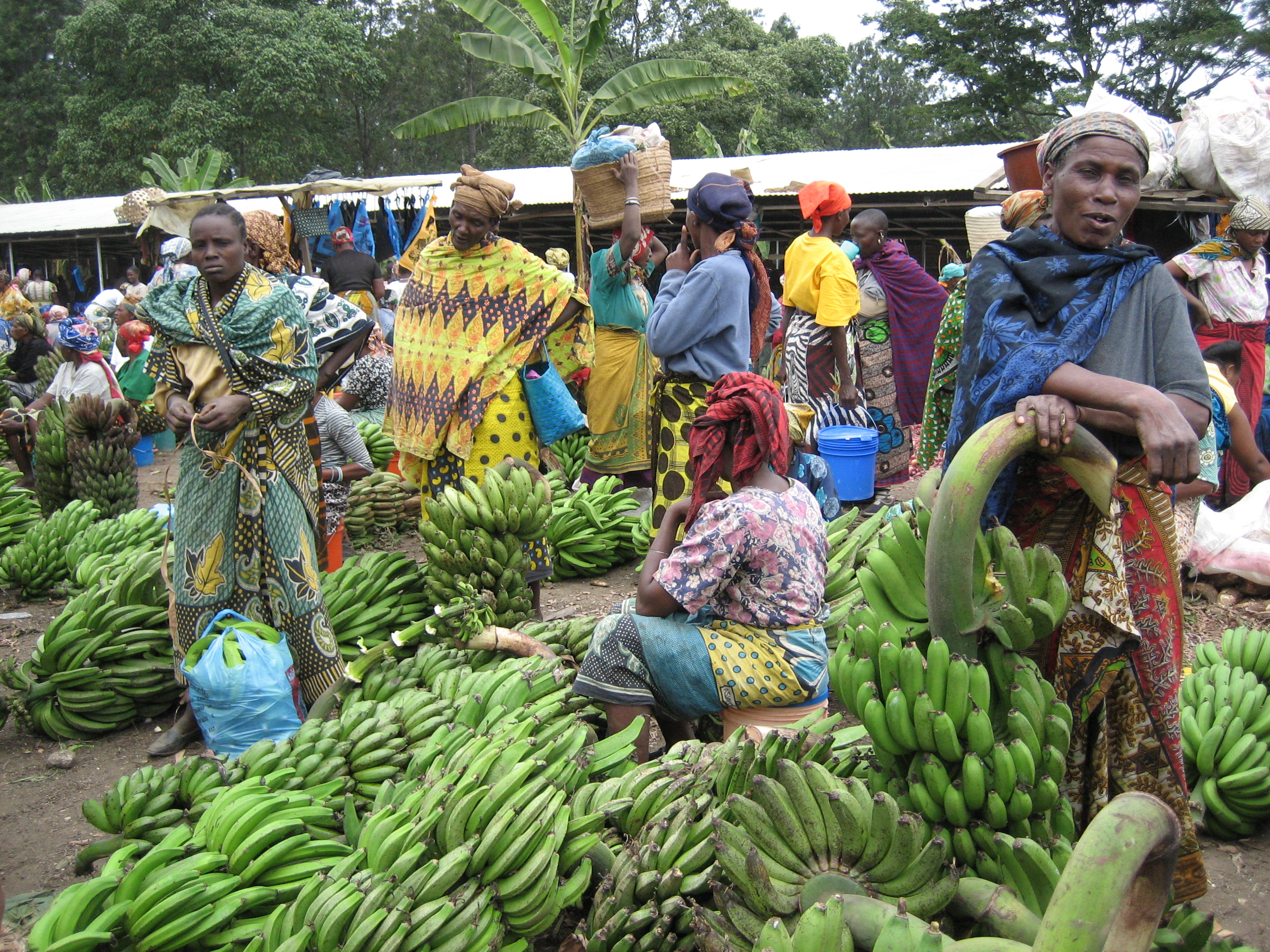
بازار میوه در نزدیکی آروشا

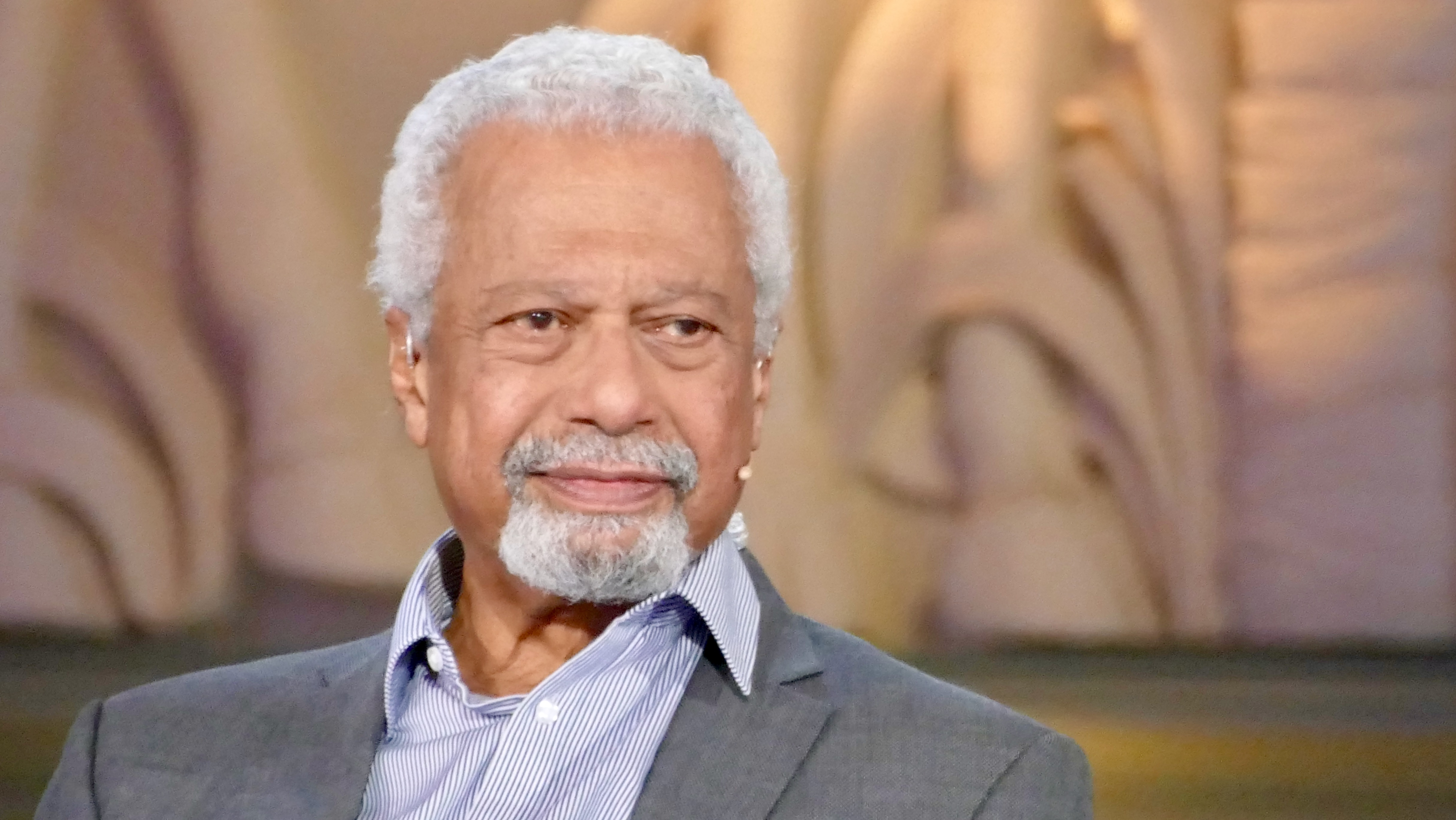
عبدالرزاق قورنه نویسندهٔ تانزانیایی برندهٔ جایزه نوبل ادبیات در سال ۲۰۲۱

در سال ۲۰۲۰ جمعیت کشور ۵۹/۵ میلیون نفر برآورد می‌شود. پراکندگی جمعیت بسیار نامتوازن است. تراکم جمعیتی از ۱/۱ نفر در کیلومتر مربع در مناطق خشک تا ۵۳ نفر در کیلومتر مربع در مناطق کوهستانی متغیر است. حدود ۷۸٪ مردم روستانشین‌اند.
تانزانیا، به رغم فقیربودن، از باسوادترین کشورهای آفریقایی است و بیش از ۸۵٪ مردم آن خواندن و نوشتن می‌دانند.
نژاد ۹۹٪ تانزانیایی‌ها، آفریقایی و ۱٪ نیز غیر آفریقایی از جمله آسیایی (بیشتر هندی-پاکستانی)، اروپایی و عرب است. اکثر آفریقایی‌تبارهای تانزانیا از قبایل بانتو هستند. بزرگ‌ترین گروه قومی، سوکوما نام دارد که در جنوب دریاچه ویکتوریا ساکنند. دومین گروه بزرگ قومی نیاموزی است که در جنوب ناحیه سوکوماها زندگی می‌کنند و با مردم همسایگان شمالی خود (کنیا و اوگاندا) پیوندهای فرهنگی و زبانی دارند. ههه، بنا، گوگو، هایا، ماکونده، چاگا و نیاکیوسا قبایل بزرگ دیگرند که هر یک بیش از یک میلیون جمعیت دارند. از قبایل نیلی می‌توان به کوچ‌نشینان ماسایی و لو اشاره کرد که هر دو در شمار بیشتری در کشور همسایه یعنی کنیا هم زندگی می‌کنند. همچنین قبایل ساناداوه و هادزا که به زبان‌های خانواده خوسا شبیه به زبان اهالی کالاهاری صحبت می‌کنند. در سال ۱۹۹۵ جمعیت آسیایی ۵۰٬۰۰۰ نفر در سرزمین اصلی و ۴٬۰۰۰ نفر در زنگبار برآورد شد. جمعیت اعراب حدود ۷۰٬۰۰۰ نفر و اروپائی‌ها هم حدود ۱۰٬۰۰۰ برآورد می‌شود. انقلاب ژانویه ۱۹۶۴ زنگبار که به سلطه اعراب بر این جزیره پایان داد، قتل‌عام هزاران نفر از اعراب و هندی‌ها و فرار ده‌ها هزار نفر دیگر از آن‌ها را در پِی داشت.
به رغم این تنوع قومی، توزیع نسبی قبایل در سرتاسر سرزمین و واگذاری مناصب مهم به هر یک از آن‌ها، ثبات نسبی را برای تانزانیا به همراه آورده است.
میانگین سنی مردم تانزانیا ۱۸ سال و سن امید به زندگی برای مردان ۶۴/۵ و برای زنان ۶۸/۳ سال است.
۳۷٪ جمعیت در مناطق شهری زندگی می‌کنند.
| شهر       | جمعیت     |
| --------- | --------- |
| دارالسلام | ۲٬۶۹۹٬۰۰۰ |
| موانزا    | ۴۳۷٬۰۰۰   |
| زنگبار    | ۴۰۴٬۰۰۰   |
| آروشا     | ۳۴۱٬۰۰۰   |
| امبیا     | ۲۹۲٬۰۰۰   |
| موروگورو  | ۲۵۱٬۰۰۰   |
| تانگا     | ۲۲۵٬۰۰۰   |
| دودوما    | ۱۸۱٬۰۰۰   |

## زبان

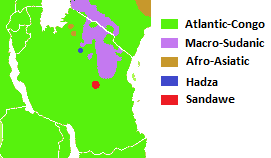
نقشه پراکندگی زبان‌ها در تانزانیا

هر یک از اقوام ساکن تانزانیا به زبان بومی خویش سخن می‌گویند. این کشور زبان رسمی ندارد ولی زبان سواحلی زبان ملی دوفاکتو کشور است. پس از استقلال کاربرد زبان انگلیسی همچنان در برخی مسائل رسمی ادامه یافته است، هرچند در مسائل اداری، یا جلسات مجلس نمایندگان و دولت از آن استفاده نمی‌شود. به همین جهت انگلیسی را نمی‌توان یک زبان رسمی دوفاکتو در مفهوم مضیق آن دانست؛ و تانزانیا یکی از معدود کشورهای آفریقایی است که یک زبان محلی زبان دوران استعمار را زیر سایه خود برده است. البته انگلیسی هنوز در دادگاه‌های عالی استفاده می‌شود و به این اعتبار می‌توان آن را یک زبان رسمی دوفاکتو در مفهوم موسع محسوب کرد. کاربرد انگلیسی در آموزش عالی و تجارت نیز چشمگیر است.
بر اساس سیاست‌های رسمی زبانی تانزانیا که در سال ۱۹۸۴ اعلام شد، سواحلی زبان عرصه اجتماعی و سیاسی کشور و آموزش ابتدایی و آموزش بزرگسالان است. انگلیسی زبان آموزش متوسطه، دانشگاهها، فناوری و دادگاه‌های عالی است. اگرچه دولت بریتانیا از کاربرد انگلیسی در تانزانیا پشتیبانی مالی می‌کند، اما استفاده از این زبان در دهه‌های اخیر کاهش یافته است. پیش‌تر در دانشگاه‌های تانزانیا معمولاً دانشجویان با یک‌دیگر انگلیسی صحبت می‌کردند اما امروزه خارج از کلاس درس فقط از سواحلی استفاده می‌شود و حتی در کلاس‌های دانشگاه‌ها و دبیرستان‌ها هم استفاده از ترکیبی از سواحلی و انگلیسی کاملاً رایج است.
از دیگر زبان‌های کشور می‌توان به زبان‌های هندی، به ویژه زبان گجراتی، زبان پرتغالی که هر دو توسط سیاهان موزامبیکی و گوان‌ها استفاده می‌شود و در سطح محدودتری زبان فرانسوی در همسایگی رواندا، بوروندی و کنگو اشاره کرد. به‌طور تاریخی زبان آلمانی در دوران استعمار کاربرد زیادی داشت اما امروزه کمتر بازمانده‌ای از آن دوران زنده مانده است.

## مذهب
درصد پیروان ادیان در تانزانیا (آمار سال 2010)

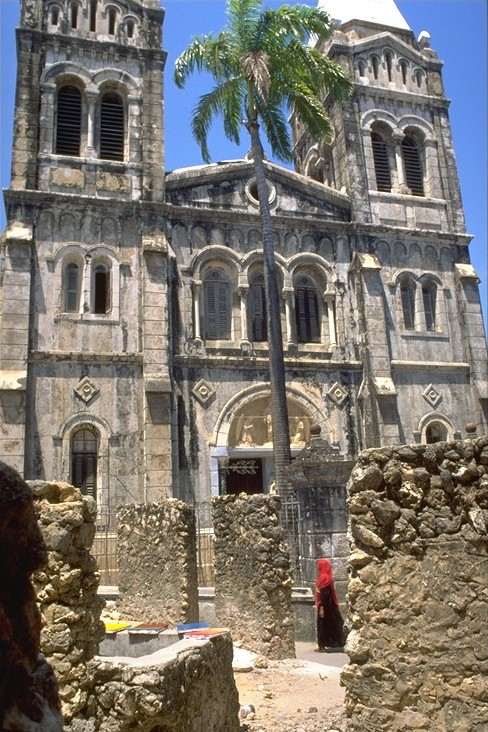
کلیسای سنت جوزف زنگبار، ۱۹۹۶ عکس تاتو گراسو

مسیحیت ۳۵ درصد، اسلام ۴۰ درصد و آئین‌های بومی ۲۵ درصد سه دین اصلی در این کشور هستند. در جزیرهٔ زنگبار جمعیت مسلمانان حدود ۹۵٪ برآورد می‌شود. اکثر مسلمانان سنی مذهب، پیرو مکتب شافعی و صوفیمسلک‌اند. اما هندی-پاکستانی‌تبارها بیشتر حنفی، یمنی‌تبارها پیرو مذهب مالکی یا حنبلی و تعدادی از آسیایی‌تبارها اسماعیلی نزاری (خوجه‌ها)، اسماعیلی مُسْتَعْلَوی (بُهره‌ها) و شیعه دوازده امامیاند. مسلمانان عمانی‌تبار اغلب اباضی اند و گروه کوچک فعالی از احمدیه (پیروان غلام احمد قادیانی) در تانزانیا وجود دارد که هندی تبارند. به گفتهٔ برخی محققان، سه چهارم مسلمانان تانزانیا صوفی مسلک‌اند. طریقت‌های صوفیه در آنجا عبارت است از: شاذلیه (قدیمترین طریقت)، قادریه (بزرگ‌ترین طریقت)، رفاعیه، دَندراویه، احمدیه یا ادریسیه و علویه.
گروه‌های کوچک هندو، بودایی و بهایی نیز در این کشور حضور دارند.

## رسانه
تلویزیون زنگبار (TVZ) نخستین ایستگاه پخش تلویزیونی رنگی در آفریقا بود. دیلی نیوز قدیمی‌ترین روزنامه کشور است که توسط دولت اداره و به انگلیسی منتشر می‌شود. علاوه بر رادیو و تلویزیون و روزنامه‌های دولتی بخش خصوصی نیز رسانه‌های مهمی در اختیار دارد؛ بیش از ۲۰ روزنامه، بیش از ۲۰ ایستگاه تلویزیونی و بیش از ۳۰ ایستگاه رادیویی. برخی از روزنامه‌ها و رادیوهای خصوصی به احزاب سیاسی تعلق دارند.

## جمعیت‌شناسی
| سال  | میلیون                                      |
| ---- | ------------------------------------------- |
| ۱۹۵۰ | ۷٫۹                                         |
| ۲۰۰۰ | ۳۵٫۱                                        |
| ۲۰۱۶ | خطای عبارت: نویسه نقطه‌گذاری شناخته نشده «{» |

براساس سرشماری ۲۰۱۲ میلادی، کل جمعیت تانزانیا ۴۴٬۹۲۸٬۹۲۳ نفر بود. گروه افراد زیر ۱۵ سال، ۴۴٫۱ درصد از جمعیت را تشکیل می‌دادند.
توزیع جمعیت در تانزانیا نامتقارن است. بسیاری از افراد در مرز شمالی یا سواحل غربی آن زندگی کرده و جمعیت در بقیه مناطق کشور تنک و پراکنده است. چگالی جمعیت از ۱۲ فر در هر کیلومتر مربع در ناحیه کاتوی تا ۳٬۱۳۳ در هر کیلومتر مربع در منطقه دارالسلام متغیر است.: page 6 
تقریباً ۷۰ درصد از جمعیت تانزانیا شهری اند، گرچه که این درصد حداقل از ۱۹۶۷ میلادی در حال کاهش بوده است. دارالسلام (با جمعیت ۴٬۳۶۴٬۵۴۱) بزرگ‌ترین شهر تانزانیا و پایتخت تجاری آن است. دودوما (با جمعیت ۴۱۰٬۹۵۶) در مرکز تانزانیا واقع شده، پایتخت کشور بوده و میزبان مجلس ملی تانزانیا است.
در زمان تأسیس جمهوری متحده تانزانیا در ۱۹۶۴، نرخ مرگ و میر کودکان از هر ۱۰۰۰ تولد زنده، ۳۳۵ مرگ و میر بود. از زمان استقلال، این نرخ به ۶۲ مرگ و میر از هر ۱۰۰۰ تولد کاهش یافت.
الگو:بزرگ‌ترین شهرهای تانزانیا

## فرهنگ

نشان ملی تانزانیا

مردم تانزانیا از لحاظ فرهنگی با مردمان ایرانی و اعراب عمانی خویشاوندی دارند. وجود تعداد زیادی از کلمات فارسی همچون شاه، کاکا و بابا در زبان سواحلی که یکی از زبان‌های رسمی این کشور می‌باشد، نشان دهنده عمق روابط دو فرهنگ است. در خلال سال‌های پایانی قرن سوم هجری تا اوایل قرن چهارم، گروه‌هایی از خانواده‌های شیرازی به زنگبار مهاجرت کردند. هنوز هم پس از گذشت قرن‌ها در زنگبار، اصل و نسب شیرازی به نوعی نجیب زادگی محسوب می‌شود. آیین نوروز امروزه در زنگبار برگزار می‌شود.
از آثار ایرانی در تانزانیا می‌توان به حمام ساخته شده گویا برای دختر محمد شاه قاجار، چاه آب افشاری و مسجد جزیره دلفین اشاره نمود. همچنین دو توپ غنیمت گرفته شده در نبرد هرمز (شاه عباس اول) نیز در برابر خانه عجایب تانزانیا نگهداری می‌شود.
در تانزانیا حدود چهارهزار بلوچ زندگی می‌کنند.